# Перелік ударів по житловій забудові під час російського вторгнення (серпень 2022)
Удари по житловій забудові України під час російсько-української війни — воєнний злочин, скоєний російськими військовими під час повномасштабного військового вторгнення в Україну.
У переліку подано інформацію про удари по житловій та громадській забудові яка була опублікована у відкритих джерелах. Подано інформацію про атаки протягом серпня 2022 року.

## Загальна інформація
Згідно моніторингової місії ООН з прав людини в Україні відомо про 347 загиблих цивільних українців протягом серпня 2022 року.

### Руйнування населених пунктів прилеглих до лінії зіткнення
У населених пунктах які знаходяться біля лінії бойового зіткнення, постійно відбуваються обстріли житлової та іншої цивільної забудови (у тому числі медичних установ, навчальних закладів, комерційної забудови). Впродовж серпня 2022 року, обстріли відбувалися вздовж прикордонних громад Чернігівщини, Сумщини, та Харківщини, а також громад Запорізької, Дніпропетровської, Херсонської та Миколаївської областей із використанням ракет, безпілотників, мінометів, артилерії, реактивних систем залпового вогню, вогнем бронетехніки та стрілецької зброї.
Вздовж державного кордону:
- У Чернігівській області — Корюківська, Новгород-Сіверська, Семенівська, Сновська громади.
- У Сумській області — Білопільська, Великописарівська, Глухівська, Краснопільська, Миропільська, Новослобідська, Путивльська, Хотінська, Юнаківська громади.
- У Харківській області — Вільхуватська, Вовчанська, Дворічанська, Дергачівська, Золочівська, Липецька громади

Між тимчасово окупованою територією:
- У Харківській області — Борівська, Дворічанська, Ізюмська, Кіндрашівська, Куп'янська, Курилівська, Оскільська, Петропавлівська громади
- У Луганській області — Красноріченська, Лисичанська громади
- У Донецькій області — Званівська, Сіверська громади
- У Запорізькій області —
- У Херсонській області —
- У Миколаївській області —

## Перелік
Червоним кольором позначені атаки у яких відомо про загибель людей.
| дата і місце | дата і місце                                | тип зброї     | подробиці атаки, жертви (загиблі/поранені)         | подробиці атаки, жертви (загиблі/поранені) |
| ------------ | ------------------------------------------- | ------------- | -------------------------------------------------- | ------------------------------------------ |
| 01/08        | Харків                                      | ракетний удар | цивільна інфраструктура                            | 1/1                                        |
| 01/08        | Миколаїв                                    | ракетний удар | медичний заклад                                    | 0/3                                        |
| 03/08        | Миколаїв                                    | С-300         | цивільна інфраструктура                            | —                                          |
| 04/08        | Дніпропетровська обл., Нікопольський р-н    | Х-59          | цивільна інфраструктура                            | —                                          |
| 05/08        | Запорізька обл.                             | ракетний удар | цивільна інфраструктура                            | —                                          |
| 05/08        | Харківська обл., Чугуїв                     | С-300         | цивільна інфраструктура                            | —                                          |
| 06/08        | Харків                                      | С-300         | цивільна інфраструктура                            | —                                          |
| 06/08        | Запоріжжя                                   | ракетний удар | цивільна інфраструктура                            | —                                          |
| 07/08        | Харків                                      | С-300         | цивільна інфраструктура                            | —                                          |
| 10/08        | Запорізька обл., Кушугум                    | С-300         | цивільна інфраструктура                            | 1/0                                        |
| 11/08        | Донецька обл., Краматорськ                  | С-300         | цивільна інфраструктура                            | —                                          |
| 12/08        | Запоріжжя                                   | ракетний удар | цивільна інфраструктура                            | 1/3                                        |
| 12/08        | Харків                                      | С-300         | цивільна інфраструктура                            | —                                          |
| 13/08        | Харків                                      | С-300         | цивільна інфраструктура                            | 0/1                                        |
| 13/08        | Донецька обл.                               | С-300         | цивільна інфраструктура                            | —                                          |
| 14/08        | Харківська обл., Чугуївський р-н            | ракетний удар | цивільна інфраструктура                            | —                                          |
| 16/08        | Харків                                      | ракетний удар | цивільна інфраструктура                            | 0/7                                        |
| 17/08        | Харків                                      | Іскандер      | цивільна інфраструктура                            | 18/13                                      |
| 17/08        | Миколаїв                                    | С-300         | цивільна інфраструктура                            | —                                          |
| 17/08        | Одеська обл., Затока                        | Х-22          | будівлі бази відпочинку, приватні домогосподарства | 0/4                                        |
| 17/08        | Харківська обл., Харківський р-н            | ракетний удар | цивільна інфраструктура                            | 0/1                                        |
| 18/08        | Харківська обл., Красноград                 | ракетний удар | цивільна інфраструктура                            | 2/0                                        |
| 18/08        | Харків                                      | С-300         | цивільна інфраструктура                            | 16/18                                      |
| 19/08        | Харків                                      | С-300         | цивільна інфраструктура                            | 1/0                                        |
| 19/08        | Миколаїв                                    | С-300         | цивільна інфраструктура                            | 0/1                                        |
| 20/08        | Миколаїв                                    | С-300         | цивільна інфраструктура                            | —                                          |
| 20/08        | Миколаївська обл., Вознесенськ              | Іскандер      | цивільна інфраструктура                            | 0/9                                        |
| 20/08        | Харків                                      | ракетний удар | цивільна інфраструктура                            | —                                          |
| 21/08        | Миколаївська обл.                           | С-300         | цивільна інфраструктура                            | —                                          |
| 21/08        | Одеська обл.                                | Калібр        | цивільна інфраструктура                            | —                                          |
| 23/08        | Дніпро                                      | Іскандер      | цивільна інфраструктура                            | —                                          |
| 23/08        | Харків                                      | Калібр        | цивільна інфраструктура                            | —                                          |
| 24/08        | Запоріжжя                                   | ракетний удар | житлова забудова                                   | 1/3                                        |
| 24/08        | Дніпропетровська обл., Чаплине              | Х-22          | залізниця, житлові будинки                         | 25/22                                      |
| 24/08        | Хмельницька обл., Шепетівський р-н          | ракетний удар | цивільна інфраструктура                            | 0/3                                        |
| 25/08        | Миколаїв                                    | С-300         | цивільна інфраструктура                            | —                                          |
| 25/08        | Донецька обл., Словʼянськ                   | С-300         | цивільна інфраструктура                            | —                                          |
| 25/08        | Київська обл., Вишгородський р-н            | ракетний удар | цивільна інфраструктура                            | —                                          |
| 25/08        | Дніпропетровська обл., Синельниківський р-н | ракетний удар | цивільна інфраструктура                            | 0/8                                        |
| 26/08        | Дніпропетровська обл.                       | Х-22          | цивільна інфраструктура                            | —                                          |
| 26/08        | Донецька обл.                               | С-300         | цивільна інфраструктура                            | —                                          |
| 27/08        | Запоріжжя                                   | ракетний удар | цивільна інфраструктура                            | —                                          |
| 27/08        | Харків                                      | ракетний удар | цивільна інфраструктура                            | —                                          |
| 28/08        | Херсонська обл., Нововоронцовка             | Х-59          | цивільна інфраструктура                            | —                                          |
| 28/08        | Харків                                      | С-300         | цивільна інфраструктура                            | —                                          |
| 29/08        | Миколаїв                                    | С-300         | цивільна інфраструктура                            | 2/24                                       |
| 31/08        | Харків                                      | С-300         | цивільна інфраструктура                            | 0/2                                        |